# Zemský okres Sála
Zemský okres Sála (německy Saalekreis) je zemský okres v německé spolkové zemi Sasko-Anhaltsko. Sídlem správy zemského okresu je město Merseburg. Má přibližně 186 tisíc obyvatel. 

## Města a obce
| Města: 1. Bad Dürrenberg 2. Bad Lauchstädt 3. Braunsbedra 4. Landsberg 5. Wettin-Löbejün 6. Merseburg 7. Mücheln (Geiseltal) 8. Querfurt | Obce: 1. Barnstädt 2. Farnstädt 3. Kabelsketal 4. Leuna 5. Nemsdorf-Göhrendorf 6. Obhausen 7. Petersberg 8. Salzatal 9. Schkopau 10. Schraplau 11. Steigra 12. Teutschenthal |